# Эдвардс, Джей
Джей Чарльз Эдвардс (англ. Jay Charles Edwards; род. 3 января 1969, Манси, Индиана, США) — американский профессиональный баскетболист.

## Ранние годы
Джей Эдвардс родился в городе Манси (штат Индиана), учился в школе Мэрион из одноимённого города, в которой играл за местную баскетбольную команду, а в 1987 году признавался лучшим баскетболистом среди учащихся старших школ Индианы. В том же году принимал участие в игре McDonald's All-American, в которой принимают участие лучшие выпускники школ США и Канады.

## Студенческая карьера
В 1989 году Эдвардс закончил Индианский университет в Блумингтоне, где в течение двух лет играл за команду «Индиана Хузерс», в которой провёл успешную карьеру, набрав в итоге 1038 очков, 197 подборов, 55 перехватов и 33 блок-шота. В 1988 году Эдвардс признавался новичком года конференции Big Ten, кроме того один раз помог выиграть своей команде регулярный чемпионат конференции Big Ten (1989), два раза — турнир конференции Big Ten (1988—1989), а также один раз выйти в 1/8 финала студенческого турнира NCAA (1989). В 1989 году признавался баскетболистом года среди студентов конференции Big Ten, а также включался во 2-ю всеамериканскую сборную NCAA.

## Карьера в НБА
Играл на позиции атакующего защитника. В 1989 году был выбран на драфте НБА под 33-м номером командой «Лос-Анджелес Клипперс». Всего в НБА провёл один неполный сезон.  Всего за карьеру в НБА сыграл 4 игры, в которых набрал 7 очков (в среднем 1,8 за игру), сделал 2 подбора, 4 передачи и 1 перехват.